# Retalia rubida
Retalia rubida är en stekelart som beskrevs av Kusigemati 1985. Retalia rubida ingår i släktet Retalia och familjen brokparasitsteklar. Inga underarter finns listade i Catalogue of Life.